# Anolis danieli
Anolis danieli este o specie de șopârle din genul Anolis, familia Polychrotidae, descrisă de Williams 1988. Conform Catalogue of Life specia Anolis danieli nu are subspecii cunoscute.